# Autoportrait (Anguissola)
Pour les articles homonymes, voir Autoportrait (homonymie).
Autoportrait – en italien Autoritratto di Sofonisba Anguissola – est un tableau réalisé par la peintre italienne Sofonisba Anguissola en 1554. De format vertical, cette huile sur bois de peuplier est un autoportrait dans lequel la jeune femme se représente en buste devant un fond vert foncé, un livre ouvert à sa main gauche. L'inscription en cartellino contient sa signature, qui indique qu'elle est vierge, suivie de la date d'exécution de la peinture. L'œuvre est conservée au musée d'Histoire de l'art de Vienne, à Vienne, en Autriche.